# Radomin (województwo warmińsko-mazurskie)
Radomin – wieś w Polsce położona w województwie warmińsko-mazurskim, w powiecie nidzickim, w gminie Nidzica.
W latach 1975–1998 miejscowość położona była w województwie olsztyńskim.